# Iglesia de San Miguel Arcángel (Castilleja del Campo)
La iglesia de San Miguel Arcángel de Castilleja del Campo, es una iglesia católica construida en el último cuarto del siglo XVIII.

## Historia y descripción
De estilo barroco, construida en el último cuarto del siglo XVIII sobre la que se erigió en el siglo XVI (de estilo gótico-mudéjar sevillano) que fue destruida por el terremoto de Lisboa de 1755. Todo parece indicar, según las fuentes consultadas (Archivo Arzobispal de Sevilla, bibliotecas...) que el edificio actual se reedificó sobre otro ya existente y que al parecer databa del siglo XVI de construcción de estilo gótico-mudéjar sevillano (era de tres naves sobre pilares que sostenían arcadas de baja altura, con una capilla mayor cubierta de bóveda de nervaduras).
El citado terremoto de 1755 daña gravemente y arruina prácticamente el edificio. En tal estado debió quedar que pronto se iniciaron los trámites para poner fin a la ruina del edificio y de su torre campanario.
Finalizadas las obras, llevadas a cabo por Pedro Silva y Pedro José Díaz entre 1760 y 1762, podemos decir que la iglesia adquiere un aspecto que hoy ofrece tanto en el interior como en el exterior, de un edificio de tres naves se pasa a una sola nave pero de mucha más altura.
Presenta un edificio con cuerpo de una sola nave de planta rectangular y de estilo barroco, conservando la orientación litúrgica tradicional, cubriendo la nave principal de artesonado de tres paños y tirantes de clara inspiración mudéjar. Se construye las tres portadas que representan una estructura muy similar a la anterior, estando configuradas por vamos adintelados flanqueados por pilastras toscanas. El presbiterio, separado del resto de la edificación por un arco de medio punta rebajado, remata su cielo con una bóveda vaída semiesférica sobre pechinas, a la vez que se reforma el altar de esta capilla mayor. Altar de la capilla mayor con retablo neoclásico decimonónico presidido por el Santo patrón, realizado hacia 1742 por Luis de Vilches, y fue adaptado por Ángel Benito para la nueva capilla mayor en 1762. En la hornacina central se halla la escultura de San Miguel Arcángel, realizada hacia 1758 por Marcelino Roldán. En el retablo también se encuentra una imagen de San Juan Bautista, obra del mismo autor y mismo año, y otra de San Sebastián, fechada en el segundo cuarto del siglo XVI. Igualmente, de 1758 y de Roldán es la imagen de San José y el Niño que se encuentra en la capilla de la Virgen del Buen Suceso.
Del mismo resulta relevantes la talla de la Virgen del Rosario, próxima al estilo de Jerónimo Hernández, siendo la imagen de mayor antigüedad del templo. Se ubica en un altar neoclásico situado en el lateral izquierdo próximo al altar mayor del templo.
También son de especial interés el Crucificado de pasta de junco situado en la capilla del Sagrario, (situada en el lateral izquierdo del templo) que es asimismo bastante antiguo, ya que data de finales del siglo XVI. Una escultura del Niño Jesús de la segunda mitad del siglo XVIII. Y de gran interés la Dolorosa (Virgen de los Dolores, ubicada en un altar neoclásico situado en el lateral derecho próximo al altar mayor) de Castillo Lastrucci, de la que la leyenda popular cuenta que el célebre y enamoradizo imaginero la regaló a una joven de Castilleja del Campo con la que mantuvo un romance, los mayores del lugar, dicen, además que la Virgen poseen los mismos rasgos de las facciones de esta joven guapa de Castilleja del Campo.
La torre campanario, de color blanco y rojo teja, se levanta a los pies del muro izquierdo y consta de una esbelta caña, cuerpo de campanas con vamos enmarcados por pilastras jónicas y cubierto con chapitel piramidal con revestimiento cerámico y remates decorativos del mismo material.
En 1905, se colocan las barandillas de hierro de forja en la capilla mayor y en ella, para decorar el lateral derecho, se cuelga un lienzo que representa la Pureza de la Virgen, donado por el Conde de las Atalayas. Se dota el pálpito de escalen metálicas, anteriormente de madera.
En 1917 se sustituye la solería de ladrillos (1871) por la que luce en la actualidad.
En 1983, se acomete una importante obra de ampliación y reformas en la capilla de Ntra. Sra. del Buen Suceso (no se tiene datos de la construcción de dicha capilla, aunque data de la segunda mitad del siglo XVIII), imagen de candelero de vestir del siglo XIX y patrona de esta villa. La obra realizada fue la siguiente: construir un ábside anexo a la capilla, incorporando un camarín, con una cota a la altura de altar, para alojar a la Virgen, cerrado por el frente con luna de cristal sellado de muro y con acceso lateral protegido por un cancelín de hierro forjado. 
Desde principio del siglo XIX se acometen diferentes obras de restauración o mejoras, según he indicado con anterioridad. Acometiéndose la última obra hasta la fecha, la que se realiza entre el mes de julio y diciembre de 1997, siendo párroco Angel A. Failde Rodríguez. Procediéndose al levantamiento total de la cubierta de teja de toda nave, capilla mayor, capilla del Sagrario, capilla bautismal, sacristía y cuarto de almacén. Menos la capilla de la Virgen del Buen Suceso que no ha sido afectada por las obras por presentar buen estado de conservación.
El artesonado del siglo XVIII ha sido restaurado en las partes más afectadas por la lluvias y filtraciones.
En la torre campanario se ha procedido a una restauración integral en su interior; reponiendo los paños de cerámicas del chapitel y los remates decorativos que faltaban deteriorados por el paso del tiempo. Hasta la veleta ha llegado la restauración, pieza que data del año de 1761 que está formada por San Miguel Arcángel posando una serpiente que hace las veces de flechas para indicación del viento. Desmontada, y en el taller de Miguel Luque (Castilleja del Campo), quién a procedido a su restauración, se reponen las piezas deterioradas y un nuevos sistema de rotación sobre el eje.
Los muros de la torre y todas las del edificio han sido picados y enfoscado de nuevo y se ha procedido a pintar toda la iglesia, recuperando su estilo original, de color blanco y rojo teja. Y por último el encalado y pintado del interior en blanco, así como, la limpieza hecha profundamente al templo.
El domingo, 22 de febrero de 1998 el arzobispo de Sevilla, monseñor Carlos Amigo Vallejo, bendijo esta parroquia tras la terminación de las obras ofreciendo una solemne misa de acción de gracias cantada por la Coral Polifónica de la Catedral de Sevilla y a su finalización descubrió una placa conmemorativa a la finalización de dicha obra.